# Antonín Pechanec
Antonín Pechanec (* 19. březen 1991, Havířov) je český hokejový útočník v současné době působící v české 1. lize, kde nastupuje za tým HC Zubr Přerov.

## Hráčská kariéra
- 2006-07 HC Havířov Panthers (E) - dor.
- 2007-08 HC Havířov Panthers (E) - dor.
- 2008-09 HC Havířov Panthers (E) - jun.
- 2009-10 HC Havířov Panthers (1. liga)
- 2010-11 HC AZ Havířov 2010 (2. liga)
- 2011-12 HC AZ Havířov 2010 (2. liga)
- 2012-13 HC AZ Havířov 2010 (2. liga)
- 2013-14 HC AZ Havířov 2010 (1. liga), HC RT Torax Poruba (2. liga, p-o)
- 2014-2015 HC Oceláři Třinec, HC AZ Havířov 2010 (1. liga)
- 2015-16 HC AZ Havířov 2010 (1. liga), HC Oceláři Třinec (extraliga)
- 2016-17 HC AZ Havířov 2010 (1. liga), PSG Zlín (extraliga), HC Frýdek-Místek (1. liga)
- 2017-18 HC Frýdek-Místek (1. liga)
- 2018-19 VHK Vsetín (1. liga)
- 2019-20 VHK Vsetín (1. liga)
- 2020-21 VHK Vsetín (1. liga)
- 2021-22 AZ Heimstaden Havířov, HC Zubr Přerov (1. liga)
- 2022-23 HC Zubr Přerov (1. liga)
- 2023-24 HC Zubr Přerov (1. liga)
- 2024-25 HC Zubr Přerov (1. liga)